# 마쓰다이라 노부후루
마쓰다이라 노부후루(일본어: 松平信古, 1770년 2월 4일 ~ 1796년 11월 3일)는 일본 에도 시대의 다이묘로, 가미노야마번의 5대 번주이다. 1796년에 태어났다고도 한다. 4대 번주인 마쓰다이라 노부쓰라의 맏아들로 태어났으며, 관위는 종5위하, 야마시로노카미이다.
메이와 9년(1772년) 11월 11일에 세자로 지명되어, 덴메이 7년(1787년) 12월 18일에 종5위하, 아와노카미에 서임되었다. 간세이 2년(1790년) 2월 20일에 아버지 노부쓰라가 은거하면서, 가문을 계승하여 번주가 되었다. 2월 21일에는 야마시로노카미에 임명되었다.
그러나 아버지 대부터 궁핍했던 번 재정 상황에, 번 정치 개혁의 주도권을 둘러싼 가신단의 분쟁이 계속되었고, 노부후루 또한 아버지 노부쓰라와 마찬가지로 정무를 돌보지 않고 사치를 일삼아, 재정난을 초래했기 때문에 탈번자들까지 발생하였다. 게다가 노부후루는 개혁파를 멀리하고 배척하였다. 간세이 8년(1796년) 아버지가 사망한 지 얼마 되지 않아 27세의 나이로 사망하였다. 동생인 노부자네가 양자가 되어 그 뒤를 이었다.
| 전임 마쓰다이라 노부쓰라 | 제5대 가미노야마번 번주 (후지이 마쓰다이라 가문) 1790년 ~ 1796년 | 후임 마쓰다이라 노부자네 |